# 79e parallèle nord
Pour les articles homonymes, voir 79e parallèle.
En géographie, le 79e parallèle nord est le parallèle joignant les points de la surface de la Terre dont la latitude est égale à 79° nord.

## Géographie

### Dimensions
Dans le système géodésique WGS 84, au niveau de 79° de latitude nord, un degré de longitude équivaut à 21,310 km ; la longueur totale du parallèle est donc de 7 671 km, soit environ  19,1% de celle de l'équateur. Il en est distant de 8 773 km et du pôle Nord de 1 229 km,.
Comme tous les autres parallèles à part l'équateur, le 79e parallèle nord n'est pas un grand cercle et n'est donc pas la plus courte distance entre deux points, même situés à la même latitude. Par exemple, en suivant le parallèle, la distance parcourue entre deux points de longitude opposée est 3 836 km ; en suivant un grand cercle (qui passe alors par le pôle nord), elle n'est que de 2 458 km.

### Durée du jour
À cette latitude, le soleil est visible toute la journée au solstice d'été, et reste sous l'horizon toute la journée au solstice d'hiver.